# 国際人道法の重大な違反行為の処罰に関する法律
国際人道法の重大な違反行為の処罰に関する法律（こくさいじんどうほうのじゅうだいないはんこういのしょばつにかんするほうりつ）は、武力紛争が発生したときに、国際人道法に違反した者を処罰するために第159回国会で制定された日本の法律。

## 内容
国際人道法に違反した者は以下のように処罰される。
- 正当な理由がないのに、武力紛争における戦闘行為で政令で定める重要文化財を破壊した者は7年以下の懲役に処される（第三条）。
- 正当な理由がないのに、合意された相手国への捕虜の送還を遅らせた者は、5年以下の懲役に処される（第四条）。
- 占領地域に入植させる目的で当該国の国籍を有する者または当該国の領域内に住所若しくは居所を有する者を当該占領地域に移送した者は、5年以下の懲役に処される（第五条）。
- 正当な理由がないのに文民の出国を妨げた者は、3年以下の懲役に処される（第六条）。